# Högholmen (vid Medvastö, Kyrkslätt)
För andra betydelser, se Högholmen (olika betydelser).
Högholmen är en ö i Finland. Den ligger i Finska viken och i kommunen Kyrkslätt i landskapet Nyland, i den södra delen av landet. Ön ligger omkring 20 kilometer sydväst om Helsingfors.
Öns area är 14,5 hektar och dess största längd är 0,7 kilometer i nord-sydlig riktning.